# Effigia
Effigia (que significa ''fantasma'') foi um gênero extinto de réptil arcossauro da família shuvosauridae, durante o Reciano no final do período Triássico. Seus restos fossilizados foram descobertos no Novo México, em 2006.
Apesar da semelhança, o Effigia não era um dinossauro, e sim um réptil do clado dos Pseudosucos, parentes próximos dos crocodilos atuais. A incrível semelhança com os dinossauros bípedes se trata do que é provavelmente o mais extremo caso de evolução convergente, ou evolução paralela já visto.